# Группа Мако — Косихи — Чака
Группа Мако — Косихи — Чака (Косихи — Чака в словацкой археологии, Мако-Чака или культура Мако в венгерской археологии) — археологическая группа вучедольского круга эпохи энеолита на юго-западе и в центральной части Словакии, а также на части территории Венгрии.
Погребения в основном кремационного типа. Широко представлена керамика, в основном вучедольского типа. Находки меди довольно редки.
Основные памятники в Словакии: поселения с землянками (Чака, Шурани — Нитрянски-Градок, Нове-Замки), одиночные погребения (Чака, Иванка-при-Дунае, Шаля, Дединка).